# Tatvan
Tatvan là một huyện thuộc tỉnh Bitlis, Thổ Nhĩ Kỳ. Huyện có diện tích 1606 km² và dân số thời điểm năm 2007 là 72873 người, mật độ 45 người/km².